# 陈洁 (游泳运动员)
陈洁（1995年2月28日—），中国湖北籍女子游泳运动员，生于湖北省武汉市江岸区，2011年城运会100米仰泳亚军。200米仰泳冠军。身高1.77米，双臂展开达1.86米。
2021年7月，她随中国游泳队参加2020东京奥运会。